# عشق و انتقام (فیلم)
عشق و انتقام (انگلیسی: Love and Revenge) یک فیلم به کارگردانی یوسف وهبی است که در سال ۱۹۴۴ منتشر شد. از بازیگران آن می‌توان به اسمهان، انور وجدی، یوسف وهبی، و محمود الملیجی اشاره کرد.